# Luisa Marie Francouzská (1737–1787)
Luisa Marie Bourbonská, dcera Francie, řeholním jménem Terezie od svatého Augustina (francouzsky: Louise-Marie de Bourbon, fille de France, Thérèse de Saint-Augustin; 15. července 1737 Versailles – 23. prosince 1787 Saint-Denis) byla dcera francouzského krále Ludvíka XV. z rodu Bourbonů a karmelitánská řeholnice. Byla známá zejména pro svou štědrost k chudým. Kanonizační proces byl započat v roce 1873.

## Život
Luisa Marie se narodila jako královská dcera na dvoře Ludvíka XV. ve Versailles v roce 1737. Byla nejmladším manželským dítětem královského páru. Od mládí ji zajímaly sociální otázky, které pojímala v křesťanském kontextu. Atmosféra dvora, kdy král vydržoval oficiální milenky, které měly větší vliv, než královna, probouzel v dcerách oprávněnou kritiku jejich otce Ludvíka XV. Ta vedla k tomu, že král začal omezovat kontakt s dcerami a často i jejich přístup ke dvoru, resp. jeho oficiálním událostem. Ludvík omezoval i svůj kontakt s rodinou jako takový.
V Luise Marii postupně rostla touha oprostit se od dvorského způsobu života. Měla několik nabídek k seznámení se, přes svou atraktivitu ji tento způsob života nepřitahoval. Rezervovanost, se kterou se prezentovala, nepocházela z plachosti, ale z ovládání sebe sama.
| „                                     | Cítím, že mně Pán volá k něčemu vyššímu, a to mně vede ke službě jemu. To co ode mně chce, to co po mně vyžaduje, je v souladu s tím, k čemu mně vede evangelium: "kdo chceš jít za mnou, zapři sám sebe, vezmi svůj kříž a následuj mně". Mt 16, 24 (Kral, ČEP) | “ |
| — sestra Terezie od svatého Augustina | |   |

Ačkoli první volání po životě jiném, než zažívala, přicházelo již v roce 1750, stále žila život úměrně svému postavení královské dcery. V roce 1762 v ní dozrálo rozhodnutí vstoupit právě do karmelitánského kláštera. Arcibiskup pařížský Christophe de Beaumont doporučil se vstupem do kláštera ještě počkat. V únoru roku 1770 se Luisino rozhodnutí setkalo s královým souhlasem. Vstoupila do kláštera bosých karmelitánek v Saint-Denis u Paříže. Její rozhodnutí vstoupit do takto přísné řehole se setkalo s vřelým společenským ohlasem, papež Klement XIV. jí napsal pochvalný dopis. V klášteře přijala Luisa Marie řeholní jméno, Terezie od svatého Augustina.
Klášter karmelitánek v Saint-Denis byl nedaleko tamní baziliky, nekropole francouzských králů, avšak na rozdíl od sousedního opatství byl na počátku ekonomického úpadku a hrozilo mu zrušení. Příchod královské dcery, která neměla mezi sestrami privilegované postavení, znamenal příliv alespoň nějakých prostředků do klášterního rozpočtu (které klášteru byly poskytnuty namísto věna). Terezie od svatého Augustina se zapojila do chodu kláštera jako řadová sestra, postupně měla na starost novicky, ekonomickou správu a byla třikrát zvolena převorkou kláštera (v letech 1773, 1776 a 1785, vždy na tři roky). Terezie se snažila v každém člověku vidět Krista, zejména v chudých. Zemřela v klášteře v Saint-Denis 23. prosince 1787. O rok a půl později pak vypukla velká francouzská revoluce. Představitelé starého režimu (příslušníci šlechty a církve, ale i další názoroví oponenti jakobínů) byli hromadně popravováni (zejm. na gilotině, např. Ludvík XVI., nebo mučednice z Compiègne).

## Kanonizační proces
Protože Terezie zemřela v pověsti svatosti, nebyla nouze o podněty o zkoumání jejího života z církevního pohledu. Podněty nebyly vzaty na lehkou váhu a první církevní soud ve věci započetí kanonizačního procesu se konal již v roce 1855 a udělil jí titul služebnice Boží. Systematické zkoumání pokračovalo do roku 1867/1906. V roce 1873 ji papež bl. Pius IX. prohlásil za ctihodnou. Proces pokračoval v letech 1885–1886; zkoumání svatosti v letech 1891–1892; zkoumání křesťanských ctností, od roku 1896 do 1904; vyhláška o platnosti soudu byla zveřejněna 28. listopadu 1906 s titulem ctihodná s konečnou platností a doporučením k dalšímu zkoumání.
V souladu se změnami kodexu kanonického práva v roce 1983 bylo dne 13. prosince 1985 rozhodnuto o znovuotevření případu, který od roku 1906 nebyl dokončen, avšak již dle nových směrnic. Papež Jan Pavel II. v prosinci 1997 konstatoval heroické ctnosti ctihodné Terezie od svatého Augustina. Případ je stále otevřen.

## Galerie

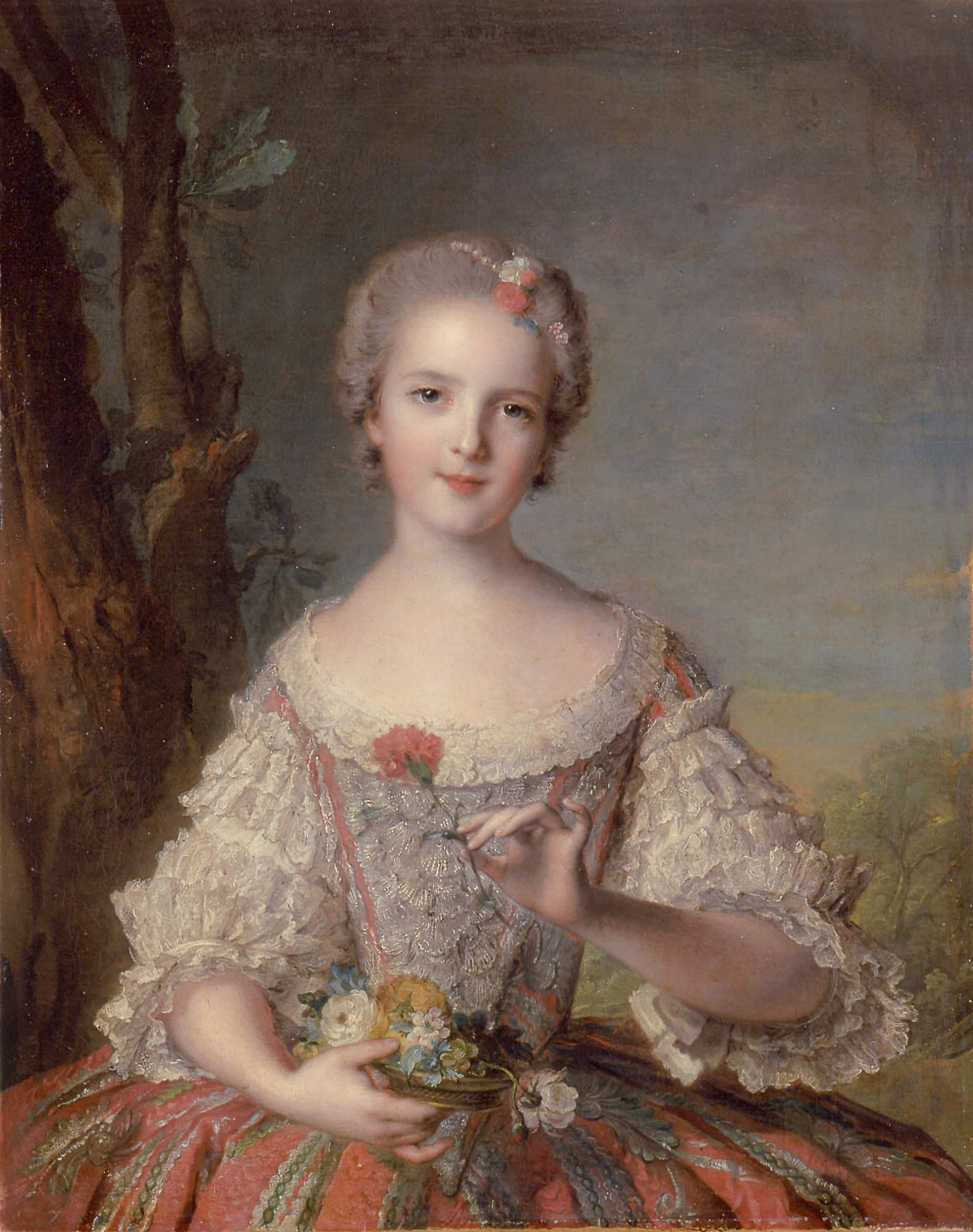
Luisa Marie, portrét od J.-M. Nattiera, 1748
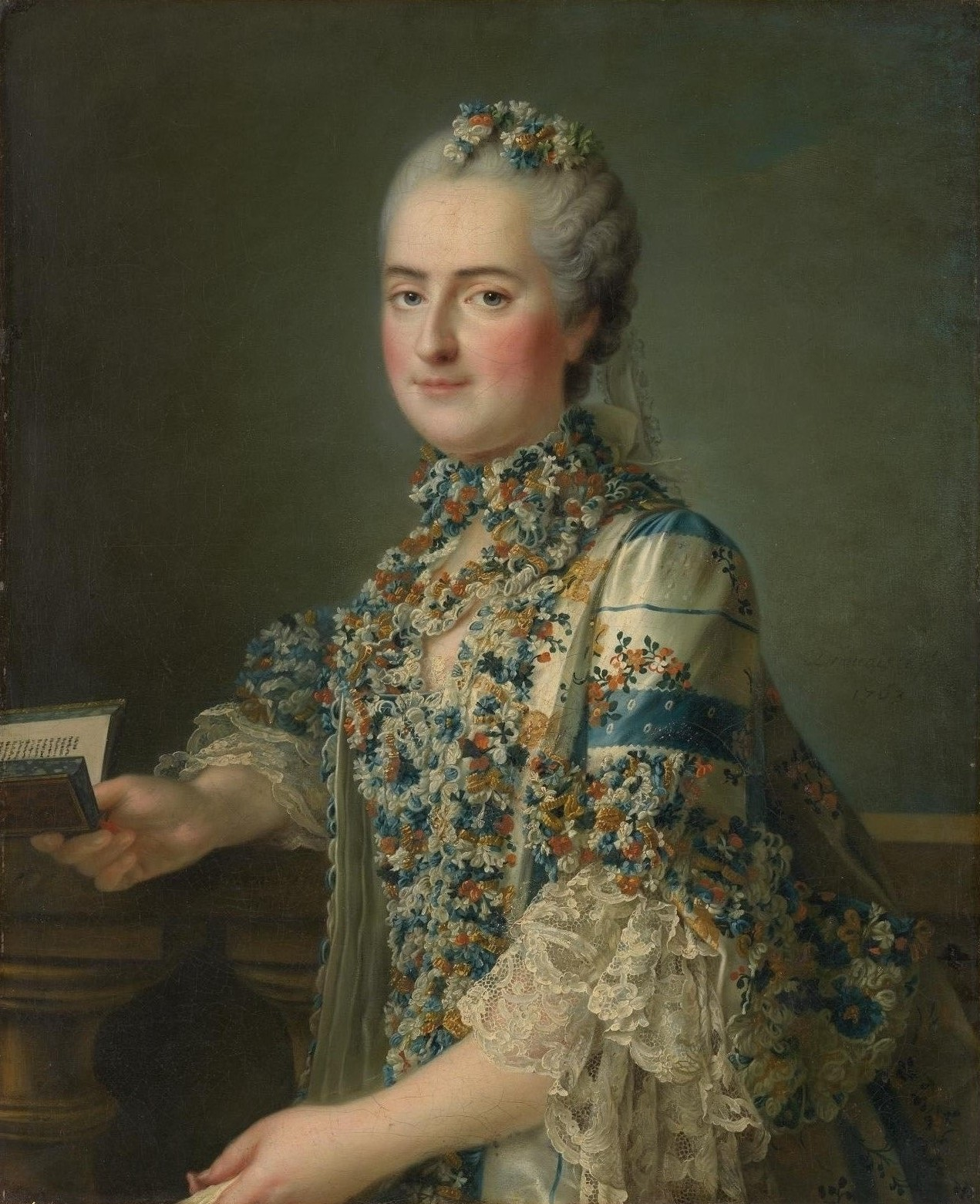
Luisa Marie Francouzská, před vstupem do Karmelu zvaná Madame Dernière a také Madame Huitième
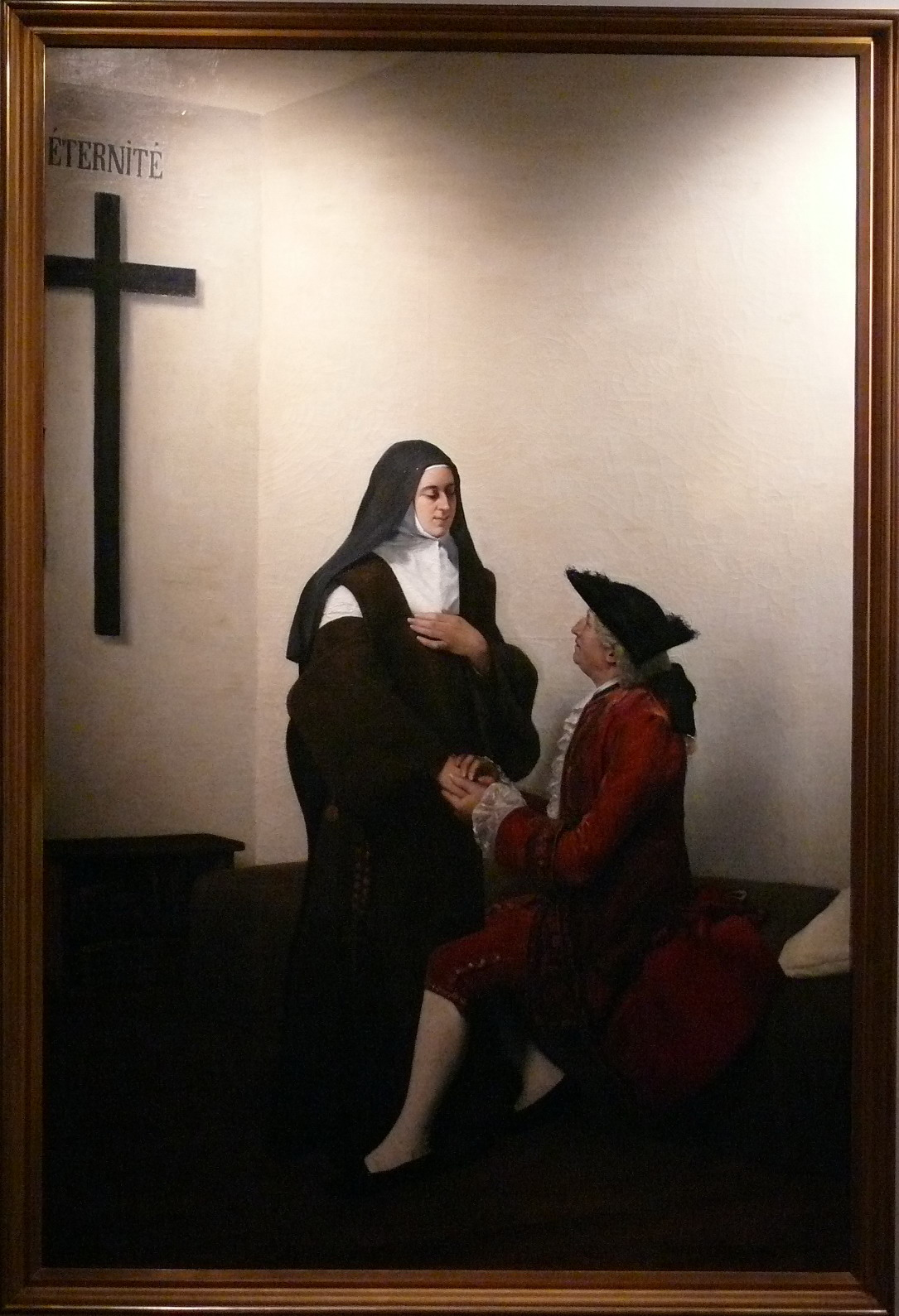
Král Ludvík XV. navštěvuje svou dceru Terezii od sv. Augustina v klášteře
Erb Luisy Marie jako Dcery Francie